# Edward P. Allen

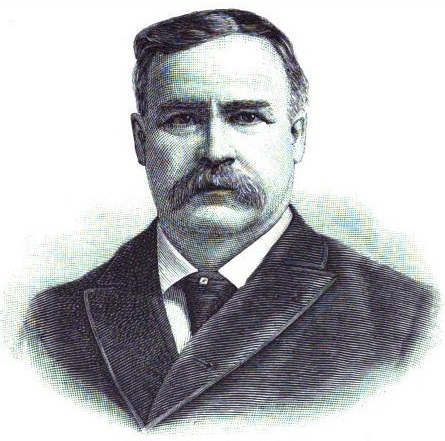
Edward P. Allen

Edward Payson Allen (* 28. Oktober 1839 in Sharon, Washtenaw County, Michigan; † 25. November 1909 in Ypsilanti, Michigan) war ein US-amerikanischer Politiker. Zwischen 1887 und 1891 vertrat er den Bundesstaat Michigan im US-Repräsentantenhaus.

## Werdegang
Edward Allen besuchte die öffentlichen Schulen seiner Heimat und danach bis 1864 die State Normal School in Ypsilanti. Nach seinem dortigen Abschluss beteiligte er sich gegen Ende des Bürgerkrieges an der Aufstellung eines Infanterieregiments. Seit September 1864 nahm er als Oberleutnant im Heer der Union aktiv am Kriegsgeschehen teil. Bis zu seinem Ausscheiden aus dem Militärdienst im September 1865 war er zum Hauptmann aufgestiegen.
Nach einem anschließenden Jurastudium an der University of Michigan in Ann Arbor und seiner im Jahr 1867 erfolgten Zulassung als Rechtsanwalt begann er in Ypsilanti in seinem neuen Beruf zu arbeiten. Im Jahr 1869 arbeitete er für einige Zeit für die Finanzbehörde. 1872 wurde Allen Bezirksstaatsanwalt im Washtenaw County. Politisch wurde er Mitglied der Republikanischen Partei. In den Jahren 1872 bis 1874 saß er im Gemeinderat von Ypsilanti. 1876 und 1878 wurde er in das Repräsentantenhaus von Michigan gewählt, dessen amtierender Präsident er im Jahr 1878 wurde. Im Jahr 1880 wurde Allen zum Bürgermeister von Ypsilanti gewählt. In den Jahren 1882 und 1885 war er Indianerbeauftragter für den Staat Michigan.
Bei den Kongresswahlen des Jahres 1886 wurde Allen im zweiten Wahlbezirk von Michigan in das US-Repräsentantenhaus in Washington, D.C. gewählt, wo er am 4. März 1887 die Nachfolge von Nathaniel B. Eldredge antrat. Nach einer Wiederwahl konnte er bis zum 3. März 1891 zwei Legislaturperioden im Kongress absolvieren. Bei den Wahlen des Jahres 1890 unterlag er dem Demokraten James S. Gorman. Nach seinem Ausscheiden aus dem US-Repräsentantenhaus arbeitete Allen wieder als Anwalt. Zwischen 1897 und 1903 war er Mitglied im Landwirtschaftsausschuss seines Heimatstaates. In den Jahren 1899 und 1900 fungierte er noch einmal als Bürgermeister von Ypsilanti. Danach gehörte er von 1903 bis 1909 dem Ausschuss für Veteranenheime (State soldiers’ home board) des Staates Michigan an. Edward Allen starb am 25. November 1909 in seinem Heimatort Ypsilanti.